# Томтор (Дулгалахский наслег)
Томтор (якут. Томтор) — село в Верхоянском улусе Якутии России. Административный центр и единственный населённый пункт Дулгалахского наслега. 

Большинство жителей занимаеться сельским хозяйством. Население держить на 2025 год:
КРС 105,  лошадей 675.

## География
Село находится за Северным полярным кругом, на расстоянии 232 километров от административного центра улуса — посёлка Батагай. Стоит возле реки Дулгалах, которая впадает реку Яна.
Климат
Климат характеризуется как резко континентальный, с продолжительной морозной малоснежной зимой и коротким прохладным летом. Средняя температура воздуха самого тёплого месяца (июля) составляет 23-30 °C; самого холодного (декабрь-января) −48 −58 °C. Среднегодовое количество атмосферных осадков составляет 150—300 мм. Снежный покров держится в течение 215—235 дней в году.

## История
ТОМТОР — холм, бугор, возвышенность (якут.). (Мурзаев Э. М. Словарь народных географических терминов. М. 1984. С.400)
Согласно Закону Республики Саха (Якутия) от 30 ноября 2004 года N 173-З N 353-III село возглавило образованное муниципальное образование Дулгалахский наслег.
Старое название 1 — Юсальский наслег (1 Дьуһаал нэһилиэгэ). Советское время было переименовано поселок Дулгалах (Дулҕалаах) по названию реки у которой стоит село.
Имеется здание старой церкви построееной 1866 года. Которая была реконструировано 2023 года. Недействующая.
Имеется дом Арчы.

## Население
| 2002 | 2010 | 2012 | 2013 | 2014 | 2015 | 2016 | 2017 | 2018 | 2019 | 2020 |
| ---- | ---- | ---- | ---- | ---- | ---- | ---- | ---- | ---- | ---- | ---- |
| 454  | ↘326 | ↘322 | ↘297 | ↘286 | ↘274 | ↘273 | ↗286 | ↘285 | ↘281 | ↗283 |
| 2021 |      |      |      |      |      |      |      |      |      |      |
| ↘281 |      |      |      |      |      |      |      |      |      |      |

Национальный состав
Большинство жителей якуты. Также эвены.
Согласно результатам переписи 2002 года, в национальной структуре населения якуты составляли 88 % из 454 чел. По переписи 2021 года было прописано 281 человек, фактически жило 243 человек.

## Инфраструктура[18][18]
Наслежная администрация
Дулгалахская средняя школа " им. И.И.Котельникова".
Детский сад на две группы.
Участковая больница.
Центр народного творчество
Котельная.
Молокопункт.
Почта.
Библиотека.